# Valami más
A Valami más (angol címe: I Gotta Fly) című dal Polyák Lilla harmadik kislemezén, a Valami más/I Gotta Fly-on jelent meg. A dal hivatalosan 2013. január 14-től tölthető le a Deezer internetes zeneáruházból. A Valami más angol nyelvű változata jelent meg még ezen a kislemezen. Polyák Lilla részt vett ezzel a dallal a 2013-as Eurovíziós Dalfesztivál magyarországi előválogatójában. A harmadik elődöntőből a harmadik helyen jutott tovább az elődöntőbe, ahol az ötödik helyen végezve fejezte be a versenyt.